# Niente è andato perso
Niente è andato perso è un singolo estratto dalla raccolta MinaCelentano - The Complete Recordings pubblicata per festeggiare i 25 anni dal primo successo in collaborazione dei cantanti italiani Mina ed Adriano Celentano e pubblicato il 26 novembre 2021.
È stato pubblicato anche un video musicale, dalla durata di 4 minuti e 20 secondi.